# Miasmata
Miasmata est un jeu vidéo indépendant d'aventure et de survie créé par Joe et Bob Johnson sous le nom de IonFX. Le jeu est sorti le 28 novembre 2012 sur les plateformes GOG.com et Steam (programme Steam Greenlight).

## Synopsis
Dans le jeu, les joueurs prennent le rôle de Robert Hughes, un scientifique malade qui doit explorer une île apparemment déserte, recherchant des plantes médicinales pour se soigner.

## Système de jeu
Le jeu a notamment un système de cartographie basé sur la triangulation.

## Accueil
- Adventure Gamers : 4/5[3]
- Gameblog : 5/10[4]